# جوشوا أتكينز
جوشوا أتكينز (بالإنجليزية: Josh Atkins)‏ هو دراج نيوزيلندي، ولد في 28 يونيو 1992.

## وصلات خارجية
- جوشوا أتكينز على موقع الاتحاد الدولي للدراجات (الإنجليزية)
- جوشوا أتكينز على موقع إحصائيات الدراجات الإحترافية (الإنجليزية)